# Вальчак, Ежи
Ежи Вальчак (пол. Jerzy Walczak; 26 июля 1929—26 июня 1968) — польский актёр театра, кино и телевидения; также театральный режиссёр.

## Биография
Родился в Лодзи. Актёрское образование получил в Киношколе в Лодзи, которую окончил в 1952 году. Дебютировал в театре в 1951 г. Актёр Театра им. Ярача в Лодзи. Выступал также в спектаклях польского «театра телевидения» (в 1959—1968 годах). Активный член ПОРП, делегат IV съезда партии в 1964 году. Умер в Серадзе.

## Избранная фильмография
- 1946 — В крестьянские руки /  W chłopskie ręce — Антек
- 1947 — Светлые нивы / Jasne Łany — крестьянин пьяница
- 1953 — Пятеро с улицы Барской / Piątka z ulicy Barskiej
- 1954 — Под фригийской звездой / Pod gwiazdą frygijską — оратор
- 1955 — Три старта / Trzy starty
- 1957 — Шляпа пана Анатоля / Kapelusz pana Anatola — вор
- 1958 — Солдат королевы Мадагаскара / Żołnierz królowej Madagaskaru — поклонник Камилли
- 1960 — Сатана из седьмого класса / Szatan z siódmej klasy — пациент
- 1962 — О тех, кто украл Луну / O dwóch takich, co ukradli księżyc — разбойник
- 1964 — Встреча со шпионом / Spotkanie ze szpiegiem — Зигмунт, шофер-дальнобойщик, сообщник Бернарда
- 1964 — Жизнь ещё раз / Życie raz jeszcze — сотрудник Якушина
- 1965 — Капитан Сова идёт по следу / Kapitan Sowa na tropie — Гайда, режиссёр (только в 1-й серии)
- 1966 — Давай любить сиренки / Kochajmy syrenki — снабженец ищущий резиновых прокладок
- 1967 — Все свои / Sami swoi — сосед Каргуля
- 1968 — Дансинг в ставке Гитлера / Dancing w kwaterze Hitlera — сапёр без руки
- 1968 — Ставка больше, чем жизнь / Stawka większa niż życie — конспиратор «Эдвард» (только в 3-й серии)

## Признание
- 1955 — Медаль «10-летие Народной Польши».
- 1962 — Золотой Крест Заслуги.
- 1962 — Нагрудный знак 1000-летия польского государства.
- 1963 — Награда за роль — III Калишские театральные встречи.